# Satraparchis oxyderces
Satraparchis oxyderces là một loài bướm đêm trong họ Geometridae.